# رون روز
رون روز (بالإنجليزية: Ron Rose)‏ هو ضابط أمريكي، ولد في 4 سبتمبر 1944 في فانكوفر في الولايات المتحدة.